# Список видов семейства Trechaleidae
Список всех описанных видов пауков семейства Trechaleidae на 21 августа 2013 года.

## Amapalea
Amapalea Silva & Lise, 2006
- Amapalea brasiliana Silva & Lise, 2006 — Бразилия

## Barrisca
Barrisca Chamberlin & Ivie, 1936
- Barrisca kochalkai Platnick, 1978 — Колумбия, Венесуэла
- Barrisca nannella Chamberlin & Ivie, 1936 — Панама, Колумбия, Перу

## Caricelea
Caricelea Silva & Lise, 2007
- Caricelea apurimac Silva & Lise, 2009 — Перу
- Caricelea camisea Silva & Lise, 2009 — Перу
- Caricelea wayrapata Silva & Lise, 2007 — Перу

## Dossenus
Dossenus Simon, 1898
- Dossenus guapore Silva, Lise & Carico, 2007 — Панама, Колумбия, Бразилия
- Dossenus marginatus Simon, 1898 — Тринидад, Колумбия, Перу, Бразилия
- Dossenus paraensis Silva & Lise, 2011 — Бразилия

## Dyrines
Dyrines Simon, 1903
- Dyrines brescoviti Silva & Lise, 2010 — Бразилия
- Dyrines ducke Carico & Silva, 2008 — Бразилия
- Dyrines huanuco Carico & Silva, 2008 — Перу
- Dyrines striatipes (Simon, 1898) — Панама, Венесуэла, Гайана

## Enna
Enna O. P.-Cambridge, 1897
- Enna baeza Silva, Lise & Carico, 2008 — Эквадор, Перу
- Enna bartica Silva, Lise & Carico, 2008 — Бразилия, Гайана
- Enna bonaldoi Silva, Lise & Carico, 2008 — Перу, Бразилия
- Enna caliensis Silva, Lise & Carico, 2008 — Колумбия, Боливия
- Enna caparao Silva & Lise, 2009 — Бразилия
- Enna caricoi Silva & Lise, 2011 — Колумбия
- Enna carinata Silva & Lise, 2011 — Панама
- Enna chickeringi Silva, Lise & Carico, 2008 — Гондурас, Коста-Рика
- Enna colonche Silva, Lise & Carico, 2008 — Эквадор
- Enna eberhardi Silva, Lise & Carico, 2008 — Коста-Рика, Панама
- Enna echarate Silva & Lise, 2009 — Перу
- Enna estebanensis (Simon, 1898) — Венесуэла, Эквадор
- Enna frijoles Silva & Lise, 2011 — Панама
- Enna hara Silva, Lise & Carico, 2008 — Перу
- Enna huanuco Silva, Lise & Carico, 2008 — Перу
- Enna igarape Silva, Lise & Carico, 2008 — Перу, Бразилия
- Enna jullieni (Simon, 1898) — Панама, Колумбия, Венесуэла
- Enna junin (Carico & Silva, 2010) — Перу
- Enna kuyuwiniensis Silva, Lise & Carico, 2008 — Гайана
- Enna maya Silva, Lise & Carico, 2008 — Гондурас, Коста-Рика, Перу
- Enna meridionalis Silva & Lise, 2009 — Бразилия
- Enna minor Petrunkevitch, 1925 — Панама, Колумбия
- Enna moyobamba Silva, Viquez & Lise, 2012 — Перу
- Enna nesiotes Chamberlin, 1925 — Панама
- Enna osaensis Silva, Viquez & Lise, 2012 — Коста-Рика
- Enna paraensis Silva, Lise & Carico, 2008 — Бразилия
- Enna pecki Silva, Lise & Carico, 2008 — Коста-Рика
- Enna redundans (Platnick, 1993) — Бразилия
- Enna rioja Silva, 2013 — Перу
- Enna riotopo Silva, Lise & Carico, 2008 — Эквадор
- Enna rothi Silva, Lise & Carico, 2008 — Эквадор
- Enna segredo Silva & Lise, 2009 — Бразилия
- Enna silvae Silva & Lise, 2011 — Перу
- Enna triste Silva & Lise, 2011 — Венесуэла
- Enna trivittata Silva & Lise, 2009 — Перу, Бразилия
- Enna velox O. P.-Cambridge, 1897 — Мексика
- Enna venezuelana Silva & Lise, 2011 — Венесуэла
- Enna xingu Carico & Silva, 2010 — Бразилия
- Enna zurqui Silva & Lise, 2011 — Коста-Рика

## Heidrunea
Heidrunea Brescovit & Hofer, 1994
- Heidrunea arijana Brescovit & Hofer, 1994 — Бразилия
- Heidrunea irmleri Brescovit & Hofer, 1994 — Бразилия
- Heidrunea lobrita Brescovit & Hofer, 1994 — Бразилия

## Hesydrus
Hesydrus Simon, 1898
- Hesydrus aurantius (Mello-Leitao, 1942) — Колумбия, Перу, Боливия
- Hesydrus canar Carico, 2005 — Колумбия, Эквадор, Перу
- Hesydrus caripito Carico, 2005 — Колумбия, Венесуэла, Перу
- Hesydrus chanchamayo Carico, 2005 — Перу
- Hesydrus habilis (O. P.-Cambridge, 1896) — Гватемала, Коста-Рика, Панама
- Hesydrus palustris Simon, 1898 — Эквадор, Перу, Боливия (вероятно Панама, Аргентина)
- Hesydrus yacuiba Carico, 2005 — Боливия

## Neoctenus
Neoctenus Simon, 1897
- Neoctenus comosus Simon, 1897 — Бразилия
- Neoctenus eximius Mello-Leitao, 1938 — Бразилия
- Neoctenus finneganae Mello-Leitao, 1948 — Гайана
- Neoctenus peruvianus (Chamberlin, 1916) — Перу

## Paradossenus
Paradossenus F. O. P.-Cambridge, 1903
- Paradossenus acanthocymbium Carico & Silva, 2010 — Бразилия
- Paradossenus benicito Carico & Silva, 2010 — Боливия, Бразилия
- Paradossenus caricoi Sierwald, 1993 — Колумбия, Гайана
- Paradossenus corumba Brescovit & Raizer, 2000 — Бразилия, Парагвай
- Paradossenus isthmus Carico & Silva, 2010 — от Никарагуа до Колумбии
- Paradossenus longipes (Taczanowski, 1874) — от Венесуэлы до Аргентины
- Paradossenus makuxi Silva & Lise, 2011 — Бразилия
- Paradossenus minimus (Mello-Leitao, 1940) — Бразилия
- Paradossenus pozo Carico & Silva, 2010 — Колумбия, Венесуэла, Бразилия
- Paradossenus pulcher Sierwald, 1993 — Венесуэла, Эквадор, Бразилия
- Paradossenus sabana Carico & Silva, 2010 — Венесуэла
- Paradossenus santaremensis (Silva & Lise, 2006) — Бразилия
- Paradossenus tocantins Carico & Silva, 2010 — Бразилия

## Paratrechalea
Paratrechalea Carico, 2005
- Paratrechalea azul Carico, 2005 — Бразилия
- Paratrechalea galianoae Carico, 2005 — Бразилия, Аргентина
- Paratrechalea julyae Silva & Lise, 2006 — Бразилия
- Paratrechalea longigaster Carico, 2005 — Бразилия, Аргентина
- Paratrechalea ornata (Mello-Leitao, 1943) — Бразилия, Уругвай, Аргентина
- Paratrechalea saopaulo Carico, 2005 — Бразилия
- Paratrechalea wygodzinskyi (Soares & Camargo, 1948) — Бразилия

## Rhoicinus
Rhoicinus Simon, 1898
- Rhoicinus andinus Exline, 1960 — Перу
- Rhoicinus fuscus (Caporiacco, 1947) — Гайана
- Rhoicinus gaujoni Simon, 1898 — Эквадор, Бразилия
- Rhoicinus lugato Hofer & Brescovit, 1994 — Бразилия
- Rhoicinus rothi Exline, 1960 — Перу
- Rhoicinus schlingeri Exline, 1960 — Перу
- Rhoicinus urucu Brescovit & Oliveira, 1994 — Бразилия
- Rhoicinus wallsi Exline, 1950 — Эквадор
- Rhoicinus wapleri Simon, 1898 — Венесуэла
- Rhoicinus weyrauchi Exline, 1960 — Перу

## Shinobius
Shinobius Yaginuma, 1991
- Shinobius orientalis (Yaginuma, 1967) — Япония

## Syntrechalea
Syntrechalea F. O. P.-Cambridge, 1902
- Syntrechalea adis Carico, 2008 — Венесуэла, Бразилия, Суринам, Перу
- Syntrechalea boliviensis (Carico, 1993) — Колумбия, Перу, Боливия, Бразилия
- Syntrechalea brasilia Carico, 2008 — Бразилия
- Syntrechalea caballero Carico, 2008 — Бразилия, Парагвай
- Syntrechalea caporiacco Carico, 2008 — Венесуэла, Бразилия, Гайана, Перу
- Syntrechalea lomalinda (Carico, 1993) — Колумбия, Венесуэла, Бразилия
- Syntrechalea napoensis Carico, 2008 — Эквадор, Бразилия
- Syntrechalea neblina Silva & Lise, 2010 — Бразилия
- Syntrechalea reimoseri (Caporiacco, 1947) — Бразилия, Гайана, Эквадор, Перу
- Syntrechalea robusta Silva & Lise, 2010 — Бразилия
- Syntrechalea syntrechaloides (Mello-Leitao, 1941) — Колумбия, Венесуэла, Бразилия, Гайана, Перу, Боливия
- Syntrechalea tenuis F. O. P.-Cambridge, 1902 — от Мексика до Бразилии

## Trechalea
Trechalea Thorell, 1869
- Trechalea amazonica F. O. P.-Cambridge, 1903 — Тринидад, Колумбия, Бразилия
- Trechalea bucculenta (Simon, 1898) — Колумбия, Бразилия, Аргентина, Боливия
- Trechalea connexa (O. P.-Cambridge, 1898) — Мексика
- Trechalea extensa (O. P.-Cambridge, 1896) — от Мексика до Панамы
- Trechalea gertschi Carico & Minch, 1981 — США, Мексика
- Trechalea longitarsis (C. L. Koch, 1847) — Колумбия, Эквадор, Перу
- Trechalea macconnelli Pocock, 1900 — Эквадор, Перу, Бразилия, Гайана, Суринам
- Trechalea paucispina Caporiacco, 1947 — Перу, Бразилия, Гайана
- Trechalea tirimbina Silva & Lapinski, 2012 — Коста-Рика

## Trechaleoides
Trechaleoides Carico, 2005
- Trechaleoides biocellata (Mello-Leitao, 1926) — Бразилия, Парагвай, Аргентина
- Trechaleoides keyserlingi (F. O. P.-Cambridge, 1903) — Бразилия, Парагвай, Уругвай, Аргентина